# Palos María
Palos María är en ort i Mexiko.   Den ligger i kommunen Coahuayana och delstaten Michoacán de Ocampo, i den södra delen av landet, 500 km väster om huvudstaden Mexico City. Palos María ligger 240 meter över havet och antalet invånare är 282.
Terrängen runt Palos María är varierad. Runt Palos María är det mycket glesbefolkat, med 6 invånare per kvadratkilometer. Närmaste större samhälle är Coahuayana Viejo, 15,0 km sydväst om Palos María. I omgivningarna runt Palos María växer huvudsakligen savannskog.